# Pauwels Sauzen-Vastgoedservice Continental Team
Pauwels Sauzen-Vastgoedservice Continental Team (Kod UCI: PSV) – belgijska zawodowa grupa kolarska założona w 2014 roku. Od początku istnienia znajduje się w dywizji UCI Continental Teams. Kierownikiem zespołu jest Belg Geert Vanhoof, a dyrektorami sportowymi grupy są Belgowie: były kolarz Tom Vannoppen oraz Stefaan Sweeck i Johan Verstrepen. Zespół specjalizuje się również w kolarstwie przełajowym.

## Ważniejsze sukcesy na szosie

### 2014
- 9. miejsce w Driedaagse Brugge-De Panne, Rob Ruijgh

### 2015
- 3. miejsce w Schaal Sels, Tim Merlier

### 2016
- 1. miejsce w GP Stad Zottegem, Tim Merlier
- 1. miejsce w Schaal Sels, Wout van Aert
- 2. miejsce w Dwars door het Hageland, Wout van Aert
- 3. miejsce w Quatre Jours de Dunkerque, Xandro Meurisse
- 7. miejsce w Nokere Koerse, Gerry Druyts
- 7. miejsce w Tour de Wallonie, Xandro Meurisse
- 8. miejsce w Baloise Belgium Tour, Wout van Aert

### 2017
- 3. miejsce w Duo Normand, David Boucher & Timothy Stevens

## Skład 2018
| Imię i nazwisko    | Data urodzenia         | Narodowość |
| ------------------ | ---------------------- | ---------- |
| Jens Adams         | 5 czerwca 1992(dts)    | Belgia     |
| Michael Boros      | 9 sierpnia 1992(dts)   | Czechy     |
| Gerry Druyts       | 30 stycznia 1991(dts)  | Belgia     |
| Johan Jacobs       | 1 marca 1997(dts)      | Szwajcaria |
| Dries Lehaen       | 16 września 1995(dts)  | Belgia     |
| Lander Loockx      | 25 kwietnia 1997(dts)  | Belgia     |
| Braam Merlier      | 11 lutego 1994(dts)    | Belgia     |
| Yannick Peeters    | 15 listopada 1996(dts) | Belgia     |
| Seppe Rombouts     | 14 maja 1998(dts)      | Belgia     |
| Jelle Schuermans   | 3 grudnia 1996(dts)    | Belgia     |
| Daan Soete         | 19 grudnia 1994(dts)   | Belgia     |
| Diether Sweeck     | 17 grudnia 1993(dts)   | Belgia     |
| Laurens Sweeck     | 17 grudnia 1993(dts)   | Belgia     |
| Toon Vandebosch    | 19 czerwca 1999(dts)   | Belgia     |
| Florian Vermeersch | 12 marca 1999(dts)     | Belgia     |
| Sieben Wouters     | 23 czerwca 1996(dts)   | Holandia   |

## Nazwa grupy w poszczególnych latach
| lata      | nazwa                                           |
| --------- | ----------------------------------------------- |
| 2014–2015 | Vastgoedservice-Golden Palace                   |
| 2016      | Crelan-Vastgoedservice                          |
| 2017–     | Pauwels Sauzen-Vastgoedservice Continental Team |